# Tsiribihina

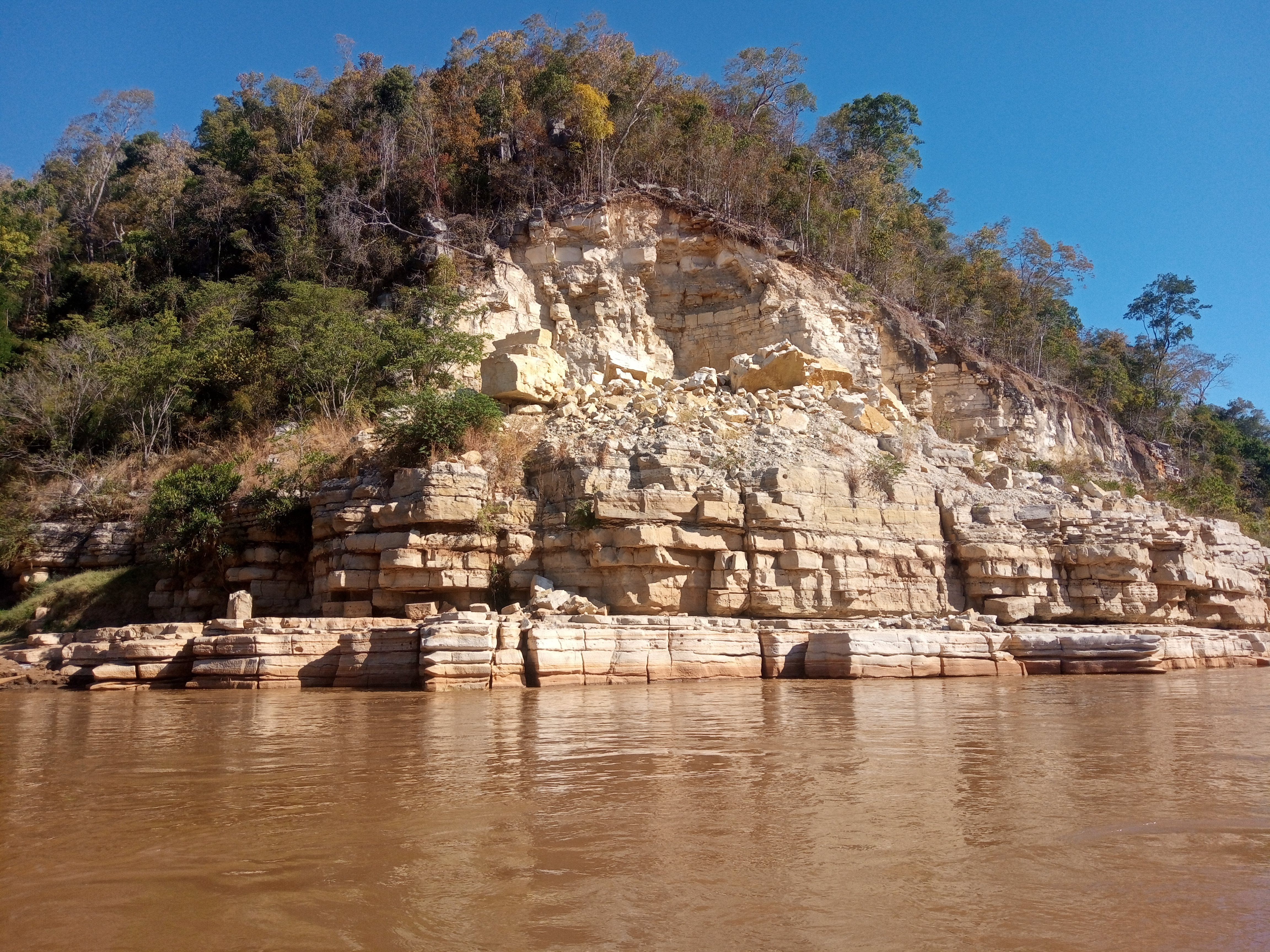
Lithographie sur la rive de Tsiribihina passant par Anosinampela

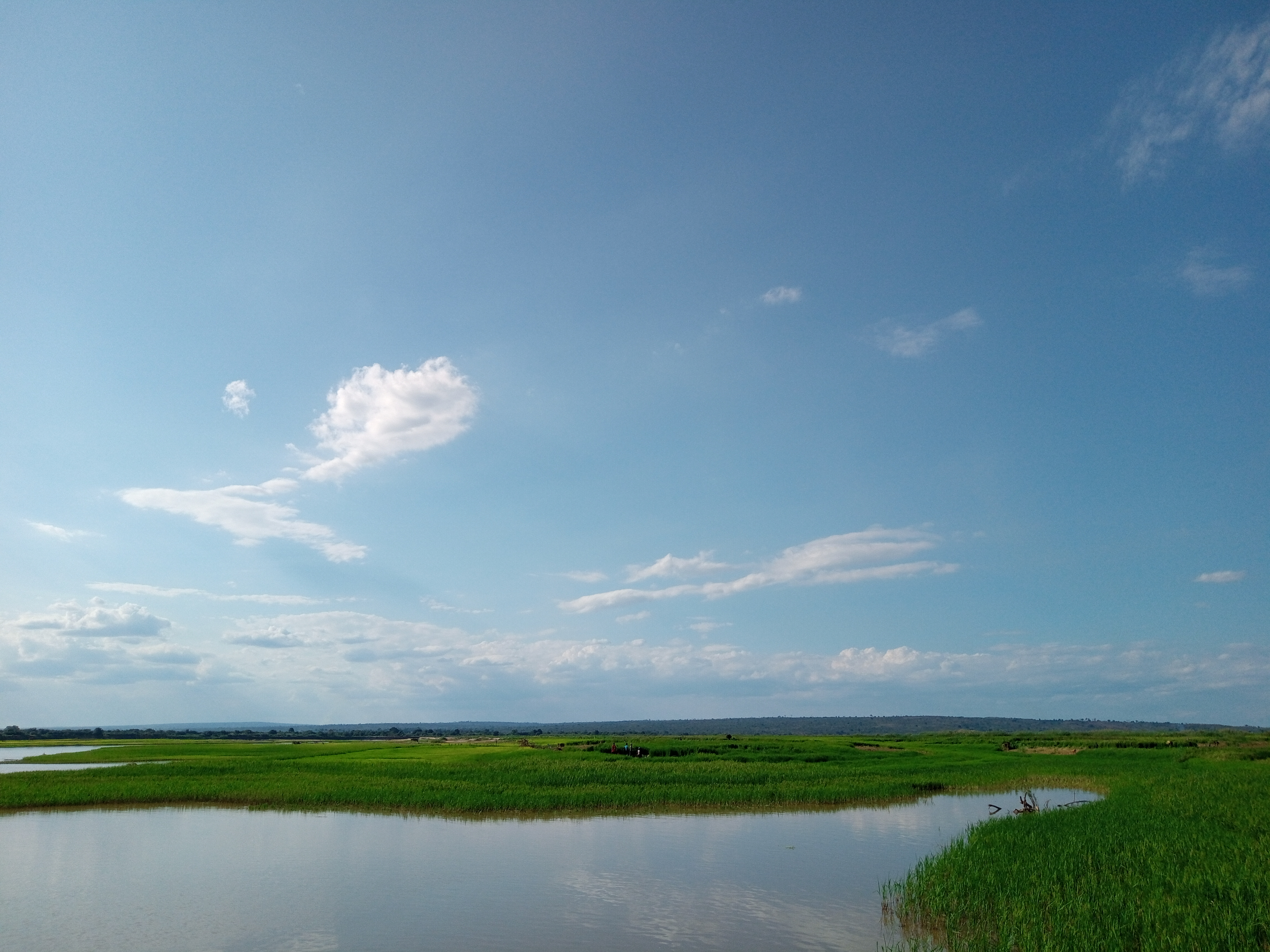
riziére le long de Tsiribihina
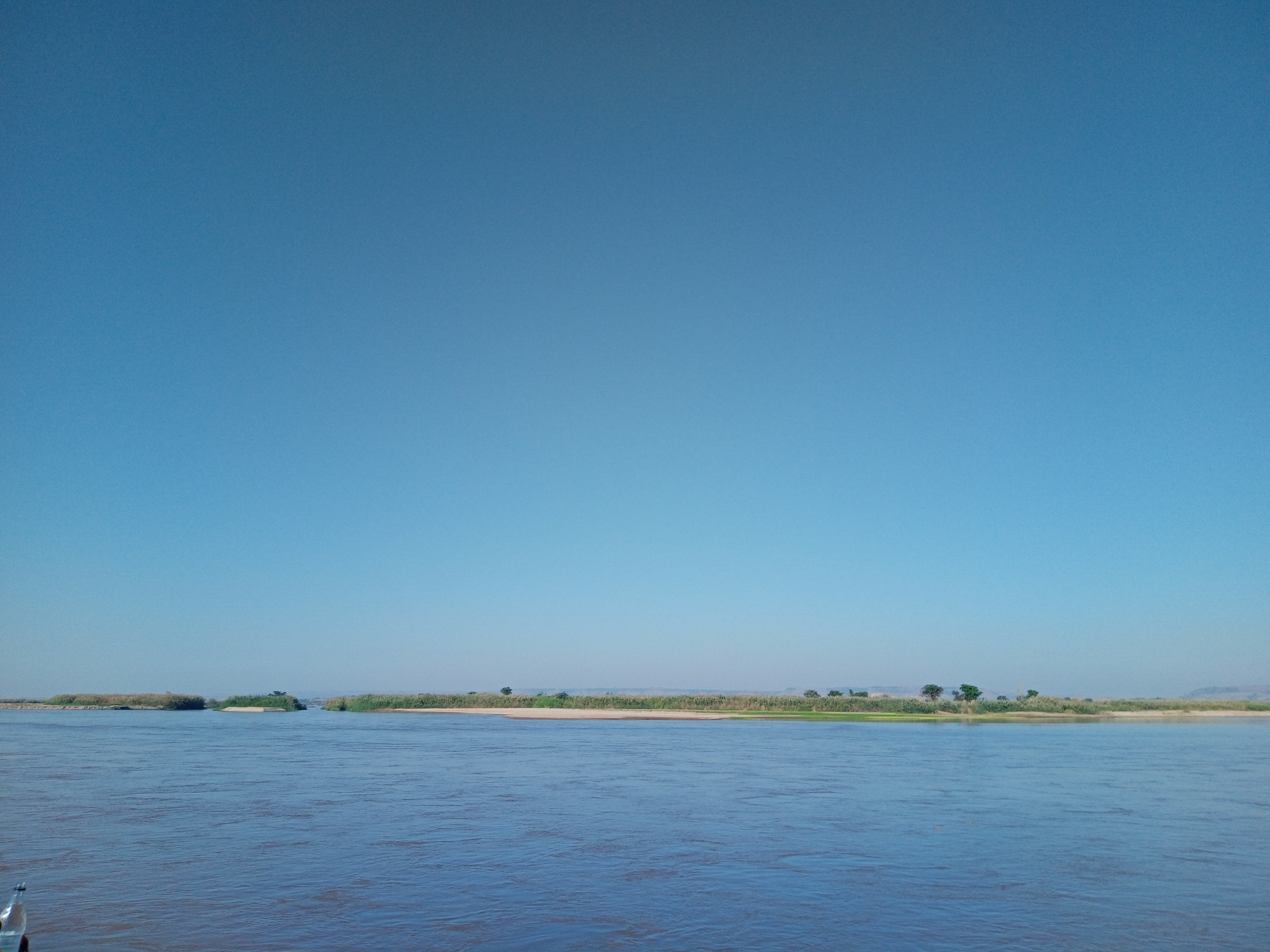

La Tsiribihina est un fleuve de Madagascar se jetant dans le canal du Mozambique par un delta à 50 km au nord de Morondava.

## Hydronymie
Le nom Tsiribihina vient du malgache tsy robohina qui signifie : « où l'on ne plonge pas », faisant référence aux crocodiles qui infectent ses eaux.

## Géographie

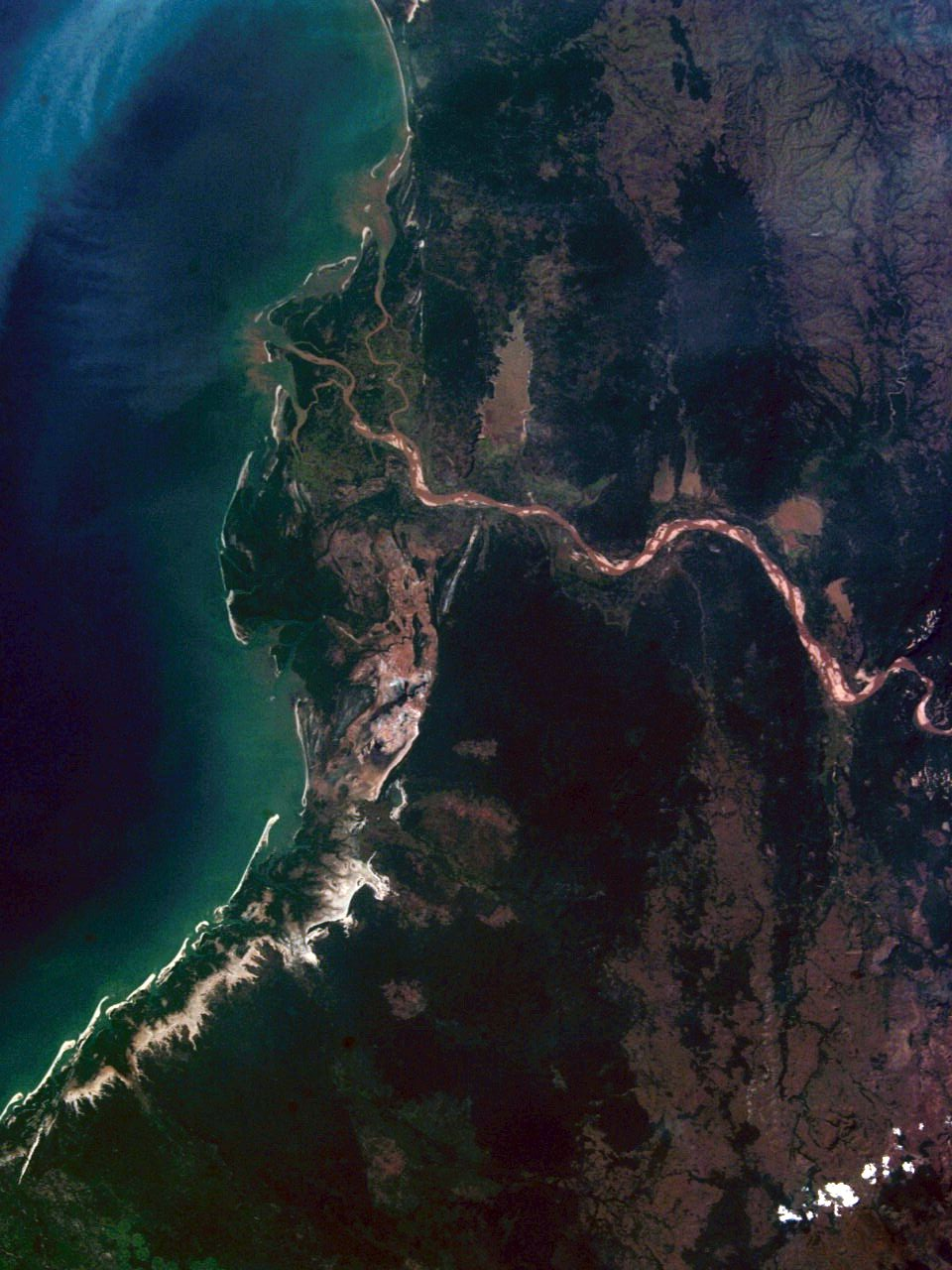
le delta du Tsiribihina

Il est d'une largeur pouvant atteindre 1 km de large à certains endroits et est navigable jusqu'au gorges de Bemaraha.
Il est connu pour tenir un rôle central au cours du « Bain des reliques », ou Fitampoha, une cérémonie sacrée pratiquée par l'ethnie sakalave se déroulant tous les dix ans.
Il traverse le Bongolava et le Bemaraha.
La descente du fleuve en pirogue est une des attractions touristiques principales du pays. L'embarquement se fait sur la rivière Mahajilo au bord de la ville de Miandrivazo. Après 30 km ce fleuve se jette dans la Tsiribihina. Les rives de fleuve sont bordées d'une jungle luxuriante, où l'on peut y observer crocodiles, tortues, caméléons, lémuriens et autres faune et flore exotiques.